# Cantonul Bois-Guillaume
Cantonul Bois-Guillaume este un canton din arondismentul Rouen, departamentul Seine-Maritime, regiunea Haute-Normandie, Franța.

## Comune
| Comune         | Populație (1999) | Cod poștal | Cod INSEE |
| -------------- | ---------------- | ---------- | --------- |
| Bois-Guillaume | 12 872           | 76230      | 76108     |
| Bihorel        | 8 415            | 76420      | 76095     |
| Isneauville    | 2 477            | 76230      | 76377     |